# Route des Géants
Ne doit pas être confondu avec Haute Route des Géants.
La Route des Géants est une course cycliste disputée sur une journée au cours de l'été. Le départ est donné à Ypres en Belgique, tandis que l'arrivée se tient à Saint-Omer en France. Elle fait partie du calendrier international junior de l'UCI, en catégorie 1.1J.
L'édition 2020 est annulée.

## Palmarès
| Année     | Vainqueur         | Deuxième          | Troisième               |
| --------- | ----------------- | ----------------- | ----------------------- |
| 2016      | Lothar Verhulst   | Viktor Verschaeve | Aaron Van Poucke        |
| 2017      | Remco Evenepoel   | Ilan Van Wilder   | Daan Hoole              |
| 2018      | Jarne Van Grieken | Steven Pattyn     | William Blume Levy      |
| 2019      | Thibault D'Hervez | Hugo Page         | Vegard Stokke           |
| 2020-2021 | annulé            |                   |                         |
| 2022      | Roman Ermakov     | Artem Shmidt      | Vlad Van Mechelen       |
| 2023      | Cédric Keppens    | Tore Troelsen     | Arne Desimpelaere       |
| 2024      | Aldo Taillieu     | Mads Bertram      | Lomme Van den Meerssche |